# ألبرت جونز (لاعب كرة قدم)
ألبرت جونز (بالإنجليزية: Albert Jones)‏ هو لاعب كرة قدم ومدرب كرة قدم بريطاني، ولد في 6 فبراير 1883 في ويلز في المملكة المتحدة، وتوفي في 1963. لعب مع نوتس كاونتي.